# Каннский кинофестиваль 2022
75-й Каннский международный кинофестиваль проходил с 17 по 28 мая 2022 года. Фильмом открытия стал «Убойный монтаж». «Золотую пальмовую ветвь» получил Рубен Эстлунд за фильм «Треугольник печали», Гран-при жюри были удостоены картины «Близко» Лукаса Донта и «Звёзды в полдень» Клер Дени.

## Подготовка и открытие
Первые данные о времени проведения 75-го Каннского кинофестиваля появились 17 июля 2021 года, в день закрытия предыдущего фестиваля. Было объявлено, что фестиваль пройдёт с 10 по 21 мая 2022 года, но через два дня организационный комитет исправил в своем аккаунте в Твиттере даты, указанные по ошибке. Окончательное время — с 17 по 28 мая 2022 года. Таким образом, это был первый фестиваль после пропущенного 2020 года и перенесённого на лето 74-го, который провели, согласно традиции, весной. Ведущей церемоний открытия и закрытия стала Вирджиния Эфира. Впервые после 28 лет сотрудничества Channel+ не транслировала эти церемонии.
75-й фестиваль стал последним для его директора Пьера Лескюра, который ушёл в отставку. Время подачи заявок на участие в фестивале истекло 15 февраля 2022 года для отборочных фильмов в школе La Cinef, 2 марта для короткометражных картин и 11 марта для полнометражных. Программа фестиваля была обнародована 14 апреля.
1 марта 2022 года команда фестиваля объявила, что из-за событий на Украине на него не будет допущена официальная российская делегация, как и частные лица, связанные с российским правительством. При этом кинематографисты из России всё же могли участвовать в фестивале. Рассматривался вопрос о включении в программу фильмов «Жена Чайковского» (режиссёр Кирилл Серебренников, картину включили в программу) и «Сказка» (режиссёр Александр Сокуров, решение было отрицательным)
17 мая 2022 года президент Украины Владимир Зеленский выступил по видеосвязи на церемонии открытия фестиваля. Во время своей речи, посвященной вторжению России на Украину, он процитировал фильмы «Великий диктатор» Чарли Чаплина и «Апокалипсис сегодня» Фрэнсиса Форда Копполы, упомянул героев картин «Жизнь прекрасна» Роберто Бениньи и «Бесславные ублюдки» Квентина Тарантино. Зеленский заявил: «Снова есть диктатор. Снова есть война за свободу. Снова нужно, чтобы кино не было немым».

## Жюри
Основной конкурс
- Венсан Линдон, актёр ( Франция) — председатель
- Ребекка Холл, актриса, режиссёр, продюсер и сценарист ( Великобритания,  США)
- Дипика Падуконе, актриса ( Индия)
- Нуми Рапас, актриса ( Швеция)
- Жасмин Тринка, актриса и режиссёр ( Италия)
- Асгар Фархади, режиссёр, продюсер и сценарист ( Иран)
- Ладж Ли, режиссёр, продюсер, актёр и сценарист ( Франция)
- Джефф Николс, режиссёр и сценарист ( США)
- Йоаким Триер, режиссёр и сценарист ( Норвегия)[6]

Особый взгляд
- Валерия Голино, актриса, режиссёр и продюсер ( Италия) — председатель
- Бенжамен Бьоле, певец, автор песен, актёр и продюсер ( Франция)
- Дебра Граник, режиссёр ( США)
- Иоанна Кулиг, актриса ( Польша)
- Эдгар Рамирес, актёр и продюсер ( Венесуэла)[7]

Золотая камера
- Росси де Пальма, актриса ( Испания) — председатель
- Наташа Хрощицки, генеральный директор Arri ( Франция)
- Люсьен Жан-Батист, режиссёр, сценарист и актёр ( Франция)
- Жан-Клод Ларьё, оператор-постановщик ( Франция)
- Самюэль Ле Бьян, актёр ( Франция)
- Оливье Пелиссон, кинокритик ( Франция)
- Элеонора Вебер, режиссёр ( Франция)[8]

## Официальная программа
| Победители выделены отдельным цветом |

### Основной конкурс
В основном конкурсе участвовал 21 фильм:
| Русское название        | Оригинальное название | Режиссёр(ы)                                | Страна                                       |
| ----------------------- | --------------------- | ------------------------------------------ | -------------------------------------------- |
| Убийца «Священный паук» | Holy Spider           | Али Аббаси                                 | Швеция · Германия · Франция · Дания          |
| Миндальные деревья      | Les Amandiers         | Валерия Бруни-Тедески                      | Франция                                      |
| Преступления будущего   | Crimes of the Future  | Дэвид Кроненберг                           | Канада · Великобритания · Греция · Франция   |
| Тори и Локита           | Tori et Lokita        | Братья Дарденн                             | Бельгия · Франция                            |
| Звёзды в полдень        | The Stars at Noon     | Клер Дени                                  | США · Франция · Панама                       |
| Брат и сестра           | Frère et soeur        | Арно Деплешен                              | Франция                                      |
| Близко                  | Close                 | Лукас Донт                                 | Бельгия · Нидерланды · Франция               |
| Время Армагеддона       | Armageddon Time       | Джеймс Грэй                                | США                                          |
| Посредники              | 브로커                | Хирокадзу Корээда                          | Республика Корея                             |
| Ностальгия              | Nostalgia             | Марио Мартоне                              | Италия                                       |
| МРТ                     | RMN                   | Кристиан Мунджиу                           | Румыния                                      |
| Треугольник печали      | Triangle of Sadness   | Рубен Эстлунд                              | Швеция · Германия · Франция · Великобритания |
| Решение уйти            | 헤어질 결심           | Пак Чхан Ук                                | Республика Корея                             |
| Появление               | Showing Up            | Келли Райхардт                             | США                                          |
| Братья Лейлы            | Leila’s Brothers      | Саид Рустаи                                | Иран                                         |
| Заговор в Каире         | Boy from Heaven       | Тарик Салех                                | Швеция · Финляндия                           |
| Жена Чайковского        |                       | Кирилл Серебренников                       | Россия · Франция · Швейцария                 |
| Иа                      | Io                    | Ежи Сколимовский                           | Польша · Италия                              |
| Восемь гор              | Le otto montagne      | Шарлотта Вандермерс и Феликс Ван Грунинген | Италия · Бельгия · Франция                   |
| Младший брат            | Le petit frère        | Леонор Сарай                               | Франция                                      |
| Мучения на островах     | Tourment sur les îles | Альберт Серра                              | Испания · Португалия · Франция · Германия    |

### Особый взгляд
В номинацию отобраны:
| Русское название            | Оригинальное название | Режиссёр(ы)             | Страна                                    |
| --------------------------- | --------------------- | ----------------------- | ----------------------------------------- |
| Возвращение в Сеул          | Retour à Séoul        | Дэйви Чоу               | Франция                                   |
| Голубой кафтан              | Le Bleu du caftan     | Марьям Тузани           | Марокко                                   |
| Пылающие дни                | Kurak Günler          | Эмин Элпер              | Турция                                    |
| Видение бабочки             | Бачення метелика      | Максим Наконечный       | Украина · Чехия · Хорватия · Швеция       |
| Корсаж                      | Corsage               | Мари Кройцер            | Австрия · Германия · Франция · Люксембург |
| Доминго и туман             | Domingo y la niebla   | Ариэль Эскаланте        | Коста-Рика · Катар                        |
| Отец и сын1                 | Tirailleurs           | Матьё Вадпьед           | Франция · Сенегал                         |
| «Земля бога»                | Vanskabte land        | Хлинюр Паульмасон       | Исландия · Дания · Франция · Швеция       |
| Харка                       | Harka                 | Лотфи Натан             | Тунис                                     |
| Страна радости1             | Joyland               | Саим Садик              | Пакистан                                  |
| Худшие из худших1           | Les Pires             | Лиз Акока Роман Гере    | Франция                                   |
| Средиземноморская лихорадка | Mediterranean Fever   | Маха Хадж               | Германия · Франция · Кипр                 |
| Метроном                    | Metronom              | Александру Белк         | Румыния                                   |
| Больше чем никогда          | Plus que jamais       | Эмили Атеф              | Германия · Франция                        |
| План 75                     | Plan 75               | Тиэ Хаякава             | Япония                                    |
| Родео                       | Rodéo                 | Лола Киворон            | Франция                                   |
| Тошнит от себя              | Syk Pike              | Кристоффер Боргли       | Норвегия                                  |
| Молчаливые близнецы         | The Silent Twins      | Агнешка Смочиньска      | Польша · Великобритания · США             |
| Незнакомец                  | The Stranger          | Томас М. Райт           | Австралия                                 |
| Боевой пони                 | War Pony              | Райли Кио Джина Гэммелл | США                                       |
| «1» — вариант названия      |                       |                         |                                           |

### Вне конкурса
Лля показа вне конкурса были отобраны семь картин:
| Русское название                | Оригинальное название           | Режиссёр(ы)        | Страна          |
| ------------------------------- | ------------------------------- | ------------------ | --------------- |
| Топ Ган: Мэверик                | Top Gun: Maverick               | Джозеф Косински    | США             |
| Элвис                           | Elvis                           | Баз Лурман         | США · Австралия |
| Три тысячи лет желаний          | Three Thousand Years of Longing | Джордж Миллер      | США · Австралия |
| Шрамы Парижа                    | Novembre                        | Седрик Жименес     | Франция         |
| Маскарад                        | Mascarade                       | Николя Бедос       | Франция         |
| Убойный монтаж (фильм открытия) | Coupez!                         | Мишель Хазанавичус | Франция         |
| Невинный                        | L’Innocent                      | Луи Гаррель        | Франция         |

## Награды

### Официальная программа
Основной конкурс
- Золотая пальмовая ветвь — «Треугольник печали», реж. Рубен Эстлунд (Швеция, Франция, Германия, Великобритания)
- Гран-при — «Звёзды в полдень», реж. Клер Дени (Франция, США, Панама) и «Близко», реж. Лукас Донт (Бельгия, Нидерланды, Франция)
- Приз жюри — «Иа», реж. Ежи Сколимовский (Польша, Италия) и «Восемь гор», реж. Феликс Ван Грунинген, Шарлотта Вандермерс (Италия, Бельгия)
- Приз за лучшую режиссуру — «Решение уйти», реж. Пак Чхан Ук (Южная Корея)
- Приз за лучший сценарий — «Заговор в Каире», реж. Тарик Салех (Швеция, Финляндия)
- Приз за лучшую мужскую роль — Сон Кан Хо за фильм «Посредники» (Южная Корея)
- Приз за лучшую женскую роль — Зар Амир-Эбрахими за фильм «Убийца «Священный паук»» (Швеция, Дания, Франция, Германия)
- Специальный приз в честь 75-летия Каннского кинофестиваля — братья Дарденн за фильм «Тори и Локита» (Бельгия, Франция)
- Золотая камера за лучший дебютный фильм — «Боевой пони», реж. Райли Кио, Джина Гэммелл (США)
- Почётная Золотая пальмовая ветвь — Форест Уитакер и Том Круз

Особый взгляд
- Гран-при — «Худшие из худших» реж. Лиз Акока, Роман Гере (Франция)

### Независимые награды
- Приз ФИПРЕССИ (Основной конкурс) — «Братья Лейлы» реж. Саид Рустаи (Иран)
- Приз ФИПРЕССИ (Особый взгляд) — «Голубой кафтан» реж. Марьям Тузани (Марокко)
- Приз ФИПРЕССИ (Параллельная секция) — «Любовь согласно Далве» реж. Эммануэль Нико (Бельгия)
- Приз экуменического жюри — «Посредники» реж. Хирокадзу Корээда (Южная Корея)